# 雷·阿伦
小沃爾特·雷·艾倫（英語：Walter Ray Allen, Jr.，1975年7月20日—），綽號「Ray Gun （雷槍）」，前美國職業籃球運動員，身高196公分，體重93公斤，司職得分後衛。
1996年加入NBA球隊密爾沃基公鹿隊，2003年2月被交易到西雅圖超音速，背號為34號；2007年6月27日被交易到波士頓塞爾提克，背號為20號。2012年年底以自由球員身分簽約熱火隊，背號換回34號。在2000年至2002年和2004年至2009年和2011年十次入選NBA全明星賽。擁有出色的三分球投射能力。2001年得到NBA三分球大賽冠軍。目前是NBA歷史三分命中數第三多的球員。
2000年參加美國夢幻隊，幫助球隊在悉尼奧運會上奪得金牌。2008年，幫助波士顿凯尔特人奪得NBA總冠軍。2012年，艾倫轉投效力於熱火隊，在2013年NBA總決賽第六戰中，成功在最後5.2秒射進追平三分，迫使比賽進入加時，並在延長賽中罰中最後二分擊敗馬刺隊，是球隊该年奪得NBA總冠軍的最關鍵人物之一，於2016年11月1日正式宣布退役。

## 大學時代
艾倫有著成功的大學籃球生涯，他從1993年到1996年間起效力於盛產關鍵得分手的康涅狄格大学籃球隊（NBA關鍵球最準的三名球員當中就有兩名畢業於該校）。1994-95賽季取得了全國性的榮譽，1995年當選美國年度籃球運動員。之後他幫助球隊闖入了大學聯賽的總冠軍賽，艾倫也被選為那一年的大學全明星第一陣容和東區最佳球員。

## NBA職業生涯

### 密爾沃基雄鹿
艾倫在1996年NBA選秀中以康乃迪克大學身份被明尼蘇達灰狼在第一輪第5順位選中，之後被球隊加上下一個年度的第一輪選秀權交易到密爾沃基公鹿用來換取第4順位的新秀斯蒂芬·马布里。
在公鹿的第一個賽季入選1997年NBA新秀第二陣容，之後艾倫逐漸成為一位傑出的球員，在之後的7個賽季中都得到場均20分以上的成績。
他是NBA歷史上著名的神射手，有著接近40%的三分球命中率和90%以上的罰球命中率。在2001年獲得NBA全明星週末三分球大賽的冠軍。

### 西雅图超音速

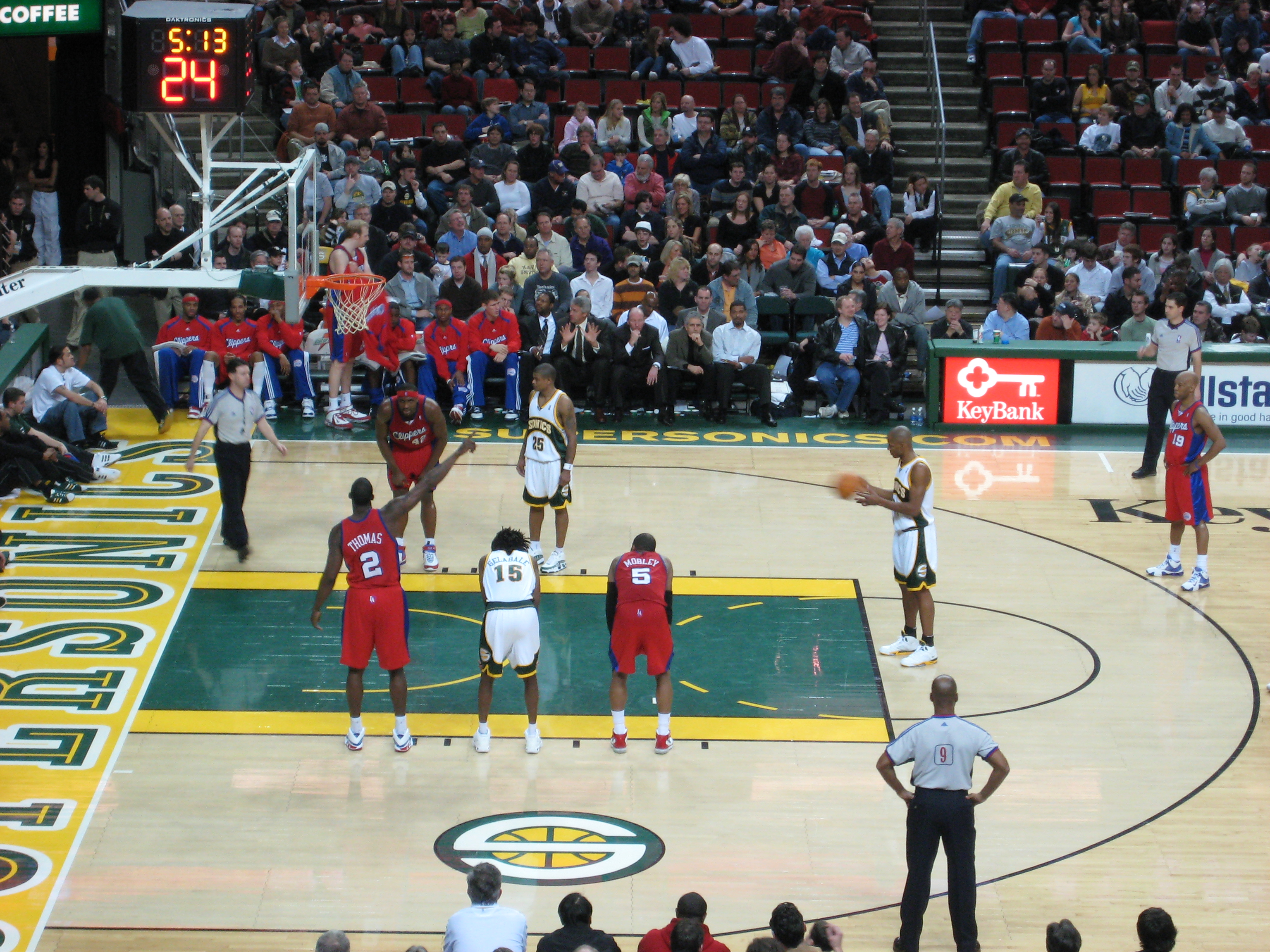
阿伦准备罚球，2007年

艾伦在 2002-2003赛季中途留在雄鹿队，当时他与罗纳德·穆雷、前康涅狄格大学队友凯文·奥利和一个有条件的首轮选秀权一起被交易到超音速队，以换取加里·佩顿和德斯蒙德·梅森。
在经历了伤病缠身的 2003-2004赛季后，他入选了最佳阵容二队，并与队友拉沙德·刘易斯一起带领超音速队以52胜30负的战绩进入了 2005 年的西部半决赛负于圣安东尼奥马刺队。2004-2005赛季结束后，雷·艾伦于西雅图超音速签下了一份5年8000万美元的续约合同。 2006-2007赛季常规赛，他场均得到职业生涯新高的26.4分，场均贡献4.5个篮板和4.1次助攻。
2006年3月12日，阿伦成为NBA历史上第97位得分15000分的球员。 2006 年 4 月 7 日，阿伦在 NBA 历史三分球命中率榜上排名第二，仅次于雷吉米勒。 2006 年 4 月 19 日，阿伦在对阵丹佛掘金队的比赛中打破了丹尼斯斯科特 10 年来的单赛季三分球命中数的 NBA 纪录。2007 年 1 月 12 日，阿伦在加时赛以 122-114 战胜犹他爵士队的比赛中得到职业生涯最高的 54 分，这是超音速队历史上第二高的得分。不久之后，他的双脚踝接受了脚踝手术，并错过了 2006-2007 赛季的剩余时间。

### 波士頓塞爾提克

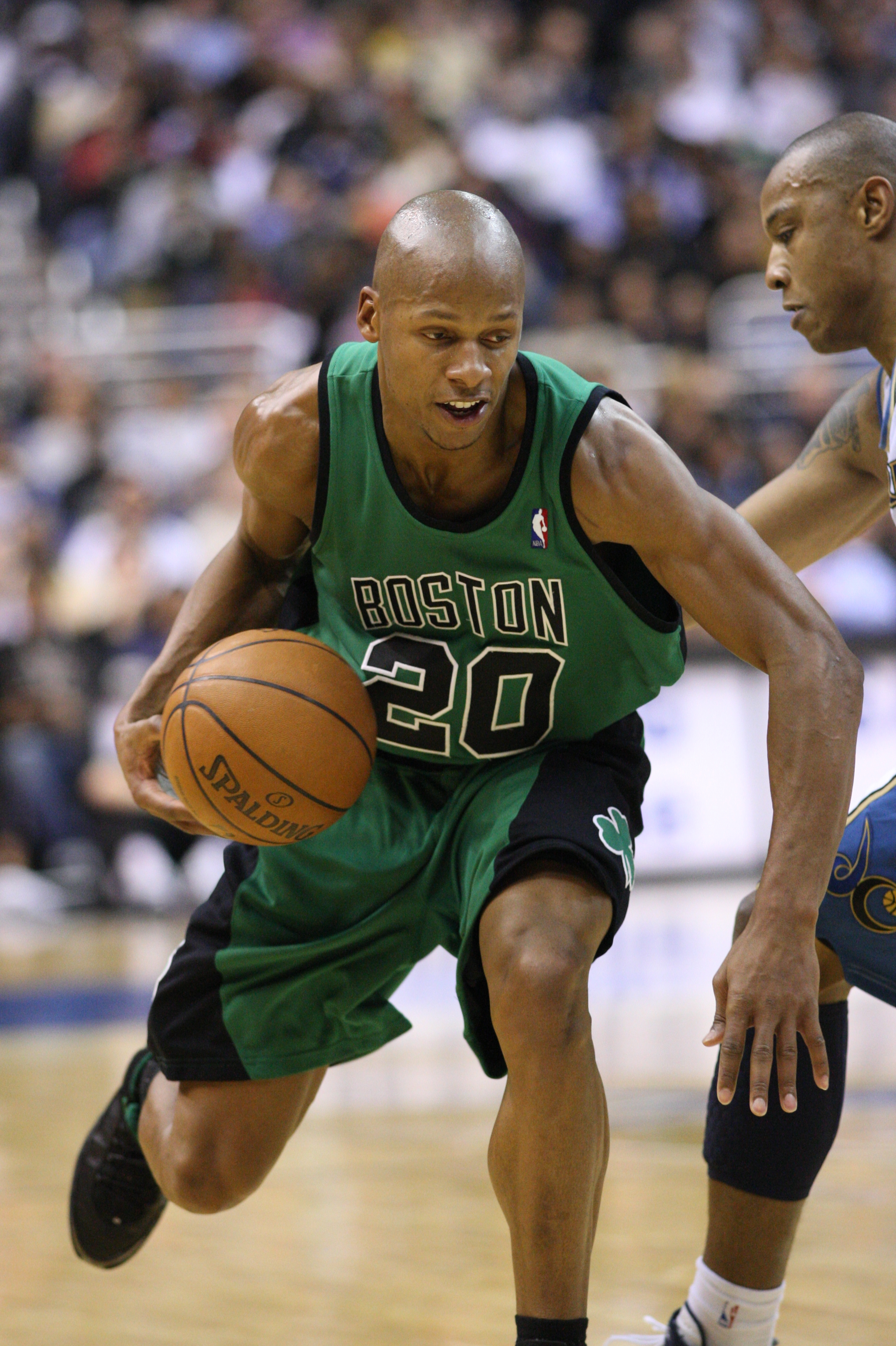
阿伦于波士顿凯尔特人，2008年.

2007年6月27日，在選秀大會當天，雷‧艾倫和新秀格伦·戴维斯一起被交易至波士頓塞爾提克隊，這是NBA 2007-2008賽季季前，也是2007年夏天NBA的第一筆成交的交易，三天後拉沙德·路易斯被交易至奧蘭多魔術，關於艾倫這筆交易使得先前一直在皮爾斯和艾倫之間搖擺不定的凯文·賈奈特徹底下定決心來到波士頓，而波特蘭拓荒者隊也由於奧克拉荷馬市雷霆隊的重建而加速了自己的重建，將原先的老大老二維克多·克里雅帕和扎克·蘭多夫分別交易至芝加哥公牛和紐約尼克。而由雷‧艾倫引發的這場交易也是NBA 2007-2008賽季從季前到季後（常規賽開始前到總決賽結束後）的一系列球員重大變動的源頭，波士頓塞爾提克也由於三巨頭的組合，從2007年的墊底球隊成功的一躍成為2008年的常規賽冠軍兼總冠軍。專家估計，由雷·艾倫引起的這場交易的影響力極為巨大，這場交易所引發的後續效應已經徹底的改變了NBA的格局，2007-2008賽季季後及2008-2009賽季季前（2008年夏天）歐洲各國男籃聯賽瘋狂的從NBA挖掘球員也同這場交易有著間接的關係，其絕對影響力至少將持續到2009-2010賽季結束以後，2010年夏天自由轉會市場完全開啟以前。即使是到了2010年以後，這場交易的影響力還是可以持續一個時代的。
值得一提的是，在2003年和2008年全明星賽，都無緣首發陣容，但都得到NBA總裁大衛·斯特恩欽點進入替補陣容，並且是2008年全明星週末正賽得分最高的球員。
2011年2月10日，艾倫在主場對陣洛杉磯湖人時，投入生涯第2561個三分球，正式超越雷吉·米勒成為NBA歷史命中三分球最多的人。

### 邁阿密熱火隊
2012年7月7日，艾倫同意熱火三年950萬美元離開塞爾提克前往熱火。
加入熱火的第一個賽季，艾倫主要作為德韋恩·韋德的替補登場，是他近幾個賽季中平均出賽時間最少的一季，但他仍保持場均10.9分與41.9%的三分球命中率，季初更是多次上演關鍵一擊幫助熱火獲勝。
在東區季後賽的第一輪，面對公鹿的一場比賽中，艾倫投進5顆三分球並攻下23分，再度超越雷吉·米勒保持的記錄，成為季後賽命中最多三分球的球員。
2013年6月18日，季後賽一直發揮不佳的艾倫在熱火和馬刺的第6場總決賽中(之前馬刺3:2熱火)，最後時刻射入三分球追平比分，並在加時賽最後1.9秒命中兩個罰球，幫助熱火獲勝，將戰線延長至第七戰。而熱火在第七戰中獲勝（雖然艾倫該場四投全丟），奪得當年NBA總冠軍。

### 2016正式宣布退休
2016年夏天原本有意願想復出的艾倫在11月1日正式宣告退役。

## 獎項和榮譽
- 2000年美國國家籃球隊成員，獲得2000年雪梨奧運會籃球比賽金牌。
- NBA總冠軍：2008、2013。
- NBA第二陣容： 2005。
- NBA第三陣容： 2001。
- NBA最佳新秀陣容，第二陣： 1997。
- 10次入選NBA全明星賽： 2000-2002、2004-2009、2011。
- NBA全明星週末三分球大賽冠軍： 2001。
- 個人NBA常規賽單季三分球投中最多， 269球（歷史排名第26）。
- NBA 歷史上命中3分球數：排名第3，2,973球（數據更新至2025年3月22日）。
- NBA 歷史上總得分：排名第29，24,505分（數據更新至2025年3月22日）。
- 持有NBA次多賽季全聯盟第一的紀錄三分球命中數 ，3次 
 （2001-02賽季 229次、2002-03賽季 201次、2005-06賽季 269次）。
- 和其他球員共享的NBA記錄半場3分球命中數最多，8球（2002年4月14日對陣夏洛特黃蜂）。
- 持有的密爾瓦基公鹿球隊紀錄，連續出場次數最多的球員（400場,連續5個賽季全勤）、三分球命中數最多（1,051個），三分球投籃數最多（2,587次）。
- 擁有波士頓塞爾提克隊的球隊紀錄連續罰球命中：72球。
- NBA最佳運動精神獎： 2003。
- NBA季後賽記錄
  - 季後賽歷史上命中第五多顆三分球的球員，385球（數據更新至2025年3月22日）
  - 總冠軍賽單場投中三分球次多，8球。
  - 2008年，總冠軍系列戰，波士頓塞爾提克對湖人，創下總冠軍賽系列戰三分球最多記錄，22球（2013年被丹尼·格林以27球超越）
- NBA歷史上所有不曾入選明星賽先發陣容的球員中，以替補身份入選明星賽次數最多的：10次

### NBA生涯數據
| † | 代表該年度拿下NBA總冠軍 |

| 賽季      | 球隊           | GP   | GS   | MPG   | FG%  | 3P%  | FT%  | RPG | APG | SPG | BPG | PPG  |
| --------- | -------------- | ---- | ---- | ----- | ---- | ---- | ---- | --- | --- | --- | --- | ---- |
| 1996–97   | 密爾瓦基公鹿   | 82   | 81   | 30.9  | .430 | .393 | .823 | 4.0 | 2.6 | 0.9 | 0.1 | 13.4 |
| 1997–98   | 密爾瓦基公鹿   | 82   | 82   | 40.1  | .428 | .364 | .875 | 4.9 | 4.3 | 1.4 | 0.1 | 19.5 |
| 1998–99   | 密爾瓦基公鹿   | 50   | 50   | 34.4  | .450 | .356 | .903 | 4.2 | 3.6 | 1.1 | 0.1 | 17.1 |
| 1999–2000 | 密爾瓦基公鹿   | 82   | 82   | 37.4  | .455 | .423 | .887 | 4.4 | 3.8 | 1.3 | 0.2 | 22.1 |
| 2000–01   | 密爾瓦基公鹿   | 82   | 82   | 38.2  | .480 | .433 | .888 | 5.2 | 4.6 | 1.5 | 0.5 | 22.0 |
| 2001–02   | 密爾瓦基公鹿   | 69   | 67   | 36.6  | .462 | .434 | .873 | 4.5 | 3.9 | 1.3 | 0.3 | 21.8 |
| 2002–03   | 密爾瓦基公鹿   | 47   | 46   | 35.8  | .437 | .395 | .913 | 4.6 | 3.5 | 1.2 | .2  | 21.3 |
| 2002–03   | 西雅圖超音速   | 29   | 29   | 41.3  | .441 | .351 | .920 | 5.6 | 5.9 | 1.6 | .1  | 24.5 |
| 2003–04   | 西雅圖超音速   | 56   | 56   | 38.9  | .440 | .392 | .904 | 5.1 | 4.8 | 1.3 | 0.2 | 23.0 |
| 2004–05   | 西雅圖超音速   | 82   | 82   | 39.3  | .428 | .376 | .883 | 4.4 | 3.7 | 1.1 | 0.1 | 23.9 |
| 2005–06   | 西雅圖超音速   | 78   | 78   | 38.7  | .454 | .412 | .903 | 4.3 | 3.7 | 1.3 | 0.2 | 25.1 |
| 2006–07   | 西雅圖超音速   | 55   | 55   | 40.3  | .438 | .372 | .903 | 4.5 | 4.1 | 1.5 | 0.2 | 26.4 |
| 2007–08†  | 波士頓塞爾提克 | 73   | 73   | 35.9  | .445 | .398 | .907 | 3.7 | 3.1 | 0.9 | 0.4 | 17.4 |
| 2008–09   | 波士頓塞爾提克 | 79   | 79   | 36.4  | .480 | .409 | .952 | 3.5 | 2.8 | 0.9 | 0.2 | 18.2 |
| 2009–10   | 波士頓塞爾提克 | 80   | 80   | 35.2  | .477 | .363 | .913 | 3.2 | 2.6 | 0.8 | 0.3 | 16.3 |
| 2010–11   | 波士頓塞爾提克 | 80   | 80   | 36.1  | .491 | .444 | .881 | 3.4 | 2.7 | 1.0 | 0.2 | 16.5 |
| 2011–12   | 波士頓塞爾提克 | 46   | 42   | 34.0  | .458 | .453 | .915 | 3.1 | 2.4 | 1.1 | 0.2 | 14.2 |
| 2012–13†  | 邁阿密熱火     | 79   | 0    | 25.8  | .449 | .419 | .886 | 2.7 | 1.7 | 0.8 | 0.2 | 10.9 |
| 2013–14   | 邁阿密熱火     | 73   | 9    | 26.5  | .442 | .375 | .905 | 2.8 | 2.0 | 0.7 | 0.1 | 9.6  |
| 生涯      | 生涯           | 1300 | 1149 | 35.6  | .452 | .400 | .894 | 4.1 | 3.4 | 1.1 | 0.4 | 18.9 |
| 明星賽    | 明星賽         | 10   | 0    | 20.09 | .423 | .310 | .765 | 2.6 | 2.2 | 1.1 | 0.2 | 14.5 |

### 季後賽
| 賽季  | 球隊           | GP  | GS  | MPG  | FG%  | 3P%  | FT%  | RPG | APG | SPG | BPG | PPG  |
| ----- | -------------- | --- | --- | ---- | ---- | ---- | ---- | --- | --- | --- | --- | ---- |
| 1999  | 密爾瓦基公鹿   | 3   | 3   | 40.0 | .532 | .474 | .615 | 7.3 | 4.3 | 1.0 | .3  | 22.3 |
| 2000  | 密爾瓦基公鹿   | 5   | 5   | 37.2 | .444 | .385 | .909 | 6.6 | 2.6 | 1.6 | .0  | 22.0 |
| 2001  | 密爾瓦基公鹿   | 18  | 18  | 42.7 | .477 | .479 | .919 | 4.1 | 6.0 | 1.3 | .6  | 25.1 |
| 2005  | 西雅圖超音速   | 11  | 11  | 39.6 | .474 | .378 | .889 | 4.3 | 3.9 | 1.3 | .4  | 26.5 |
| 2008† | 波士頓塞爾提克 | 26  | 26  | 38.0 | .428 | .396 | .913 | 3.8 | 2.7 | .9  | .3  | 15.6 |
| 2009  | 波士頓塞爾提克 | 14  | 14  | 40.4 | .403 | .350 | .948 | 3.9 | 2.6 | 1.1 | .4  | 18.3 |
| 2010  | 波士頓塞爾提克 | 24  | 24  | 38.5 | .431 | .386 | .863 | 3.3 | 2.6 | .9  | .1  | 16.1 |
| 2011  | 波士頓塞爾提克 | 9   | 9   | 40.1 | .523 | .571 | .960 | 3.8 | 2.4 | 1.2 | .1  | 18.9 |
| 2012  | 波士頓塞爾提克 | 18  | 10  | 34.2 | .395 | .304 | .711 | 4.1 | 1.0 | .9  | .1  | 10.7 |
| 2013† | 邁阿密熱火     | 23  | 0   | 24.9 | .430 | .406 | .870 | 2.8 | 1.3 | .5  | .1  | 10.2 |
| 2014  | 邁阿密熱火     | 20  | 1   | 26.4 | .413 | .388 | .919 | 3.4 | 1.6 | .7  | .2  | 9.3  |
| 生涯  |                | 171 | 121 | 35.5 | .443 | .401 | .883 | 3.8 | 2.6 | 1.0 | .2  | 16.1 |

## 外部連結
- 雷·阿伦在fiba.basketball（英语）
- 雷·阿伦在archive.fiba.com（存檔）（英语）
- 雷·阿伦在NBA官網（英语）
- 雷·阿伦在Basketball-Reference.com（NBA）（英语）
- 雷·阿伦在Basketball-Reference.com（國際）（英语）
- 雷·阿伦在Sports-Reference.com（NCAA）（英语）
- 雷·阿伦在ESPN（NBA）（英语）
- 雷·阿伦在Eurobasket.com（球員）（英语）
- 雷·阿伦在Proballers（英语）
- 雷·阿伦在RealGM（英语）
- 雷·阿伦在奈史密斯篮球名人纪念堂（英语）
- 雷·阿伦在Olympics.com（英语）
- 雷·阿伦在Olympedia（英语）